# Omphalucha clarescens
Omphalucha clarescens är en fjärilsart som beskrevs av Louis Beethoven Prout 1938. Omphalucha clarescens ingår i släktet Omphalucha och familjen mätare. Inga underarter finns listade i Catalogue of Life.